# Чемпионат СССР по баскетболу среди мужчин
Чемпионат СССР по баскетболу среди мужских команд проводился с 1934 по 1991 годы, не считая трёх турниров в 1923, 1924 и 1928 годах. В 1941—1943 годах чемпионат не разыгрывался в связи с Великой Отечественной войной. В 1992 году был проведён чемпионат Содружества Независимых Государств.

## История
Первый чемпионат был проведен в 1923 году с участием четырех команд во время всесоюзного праздника физической культуры. В финальном матче встретились команды Москвы и Петрограда. Начало встречи задержали на 30 минут, из-за того, что один из игроков сборной Москвы участвовал в соревнованиях по пятиборью. Когда терпение арбитров иссякло, то встречу начали 9 игроков, 5 петроградцев и 4 москвича. Сборная Москвы победила, однако петроградцы опротестовали результат, ссылаясь на неправильный отвод ранее назначенного арбитра, протест удовлетворили, матч-переигровка не состоялся и чемпионат 1923 года считается неразыгранным.

## Список победителей и призёров
| Год  | Чемпионы                  | 2-е место                | 3-е место              | Примечание                          |
| ---- | ------------------------- | ------------------------ | ---------------------- | ----------------------------------- |
| 1924 | Сборная Москвы            | Сборная Урала            |                        |                                     |
| 1928 | Сборная Москвы            | Сборная Украины          |                        |                                     |
| 1934 | Сборная Ленинграда        | Сборная Москвы           | Сборная Одессы         |                                     |
| 1935 | Сборная Москвы            | Сборная Ленинграда       | Сборная Тифлиса        |                                     |
| 1936 | Сборная Ленинграда        | Сборная Москвы           | Сборная Одессы         |                                     |
| 1937 | Динамо (Москва)           | Красная заря (Ленинград) | Локомотив (Москва)     | Первый клубный чемпионат СССР       |
| 1938 | Буревестник (Ленинград)   | Локомотив (Москва)       | ГОЛИФК (Ленинград)     |                                     |
| 1939 | Локомотив (Москва)        | ГОЛИФК (Ленинград)       | Локомотив (Тбилиси)    |                                     |
| 1940 | Буревестник (Ленинград)   | Локомотив (Тбилиси)      | Локомотив (Москва)     |                                     |
| 1944 | ДКА (Тбилиси)             | Динамо (Москва)          | Локомотив (Москва)     |                                     |
| 1945 | ЦДКА (Москва)             | ДКА (Тбилиси)            | Калев (Таллин)         |                                     |
| 1946 | Дом Офицеров (Тбилиси)    | ЦДКА (Москва)            | Динамо (Москва)        |                                     |
| 1947 | СКИФ (Каунас)             | Динамо (Тбилиси)         | ЦДКА (Москва)          |                                     |
| 1948 | Динамо (Москва)           | Строитель (Москва)       | Динамо (Тбилиси)       |                                     |
| 1949 | УСК (Тарту)               | СКИФ (Каунас)            | ВВС МВО (Москва)       |                                     |
| 1950 | Динамо (Тбилиси)          | УСК (Тарту)              | ВВС МВО (Москва)       |                                     |
| 1951 | Жальгирис (Каунас)        | ВВС МВО (Москва)         | УСК (Тарту)            |                                     |
| 1952 | ВВС МВО (Москва)          | Жальгирис (Каунас)       | Динамо (Тбилиси)       |                                     |
| 1953 | Динамо (Тбилиси)          | ЦДСА (Москва)            | Жальгирис (Каунас)     |                                     |
| 1954 | Динамо (Тбилиси)          | ЦДСА (Москва)            | Жальгирис (Каунас)     |                                     |
| 1955 | ОДО (Рига)                | ЦСК МО (Москва)          | Жальгирис (Каунас)     |                                     |
| 1956 | Сборная Латвийской ССР    | Сборная Москвы           | Сборная Литовской ССР  | Всесоюзная Спартакиада народов СССР |
| 1957 | ОСК (Рига)                | ЦСК МО (Москва)          | Динамо (Москва)        |                                     |
| 1958 | СКВО (Рига)               | ЦСК МО (Москва)          | Динамо (Москва)        |                                     |
| 1959 | Сборная Москвы            | Сборная Грузинской ССР   | Сборная Латвийской ССР | Всесоюзная Спартакиада народов СССР |
| 1960 | ЦСКА (Москва)             | Динамо (Тбилиси)         | ВЭФ (Рига)             |                                     |
| 1961 | ЦСКА (Москва)             | Динамо (Тбилиси)         | СКА (Рига)             |                                     |
| 1962 | ЦСКА (Москва)             | СКА (Рига)               | Строитель (Киев)       |                                     |
| 1963 | Сборная Москвы            | Сборная Украинской ССР   | Сборная Латвийской ССР | Всесоюзная Спартакиада народов СССР |
| 1964 | ЦСКА (Москва)             | СКА (Рига)               | Строитель (Киев)       |                                     |
| 1965 | ЦСКА (Москва)             | Строитель (Киев)         | Динамо (Тбилиси)       |                                     |
| 1966 | ЦСКА (Москва)             | Строитель (Киев)         | ВЭФ (Рига)             |                                     |
| 1967 | Сборная Украинской ССР    | Сборная Эстонской ССР    | Сборная Москвы         | Всесоюзная Спартакиада народов СССР |
| 1968 | Динамо (Тбилиси)          | СКА (Киев)               | ЦСКА (Москва)          |                                     |
| 1969 | ЦСКА (Москва)             | Динамо (Тбилиси)         | Спартак (Ленинград)    |                                     |
| 1970 | ЦСКА (Москва)             | Спартак (Ленинград)      | Строитель (Киев)       |                                     |
| 1971 | ЦСКА (Москва)             | Спартак (Ленинград)      | Жальгирис (Каунас)     |                                     |
| 1972 | ЦСКА (Москва)             | Спартак (Ленинград)      | СКА (Киев)             |                                     |
| 1973 | ЦСКА (Москва)             | Спартак (Ленинград)      | Жальгирис (Каунас)     |                                     |
| 1974 | ЦСКА (Москва)             | Спартак (Ленинград)      | Строитель (Киев)       |                                     |
| 1975 | Спартак (Ленинград)       | ЦСКА (Москва)            | Динамо (Москва)        |                                     |
| 1976 | ЦСКА (Москва)             | Спартак (Ленинград)      | Динамо (Москва)        |                                     |
| 1977 | ЦСКА (Москва)             | Строитель (Киев)         | Динамо (Тбилиси)       |                                     |
| 1978 | ЦСКА (Москва)             | Спартак (Ленинград)      | Жальгирис (Каунас)     |                                     |
| 1979 | ЦСКА (Москва)             | Строитель (Киев)         | Статиба (Вильнюс)      |                                     |
| 1980 | ЦСКА (Москва)             | Жальгирис (Каунас)       | Динамо (Москва)        |                                     |
| 1981 | ЦСКА (Москва)             | Строитель (Киев)         | Спартак (Ленинград)    |                                     |
| 1982 | ЦСКА (Москва)             | Строитель (Киев)         | Динамо (Москва)        |                                     |
| 1983 | ЦСКА (Москва)             | Жальгирис (Каунас)       | Строитель (Киев)       |                                     |
| 1984 | ЦСКА (Москва)             | Жальгирис (Каунас)       | Строитель (Киев)       |                                     |
| 1985 | Жальгирис (Каунас)        | ЦСКА (Москва)            | Спартак (Ленинград)    |                                     |
| 1986 | Жальгирис (Каунас)        | ЦСКА (Москва)            | Спартак (Ленинград)    |                                     |
| 1987 | Жальгирис (Каунас)        | ЦСКА (Москва)            | Спартак (Ленинград)    |                                     |
| 1988 | ЦСКА (Москва)             | Жальгирис (Каунас)       | Строитель (Киев)       |                                     |
| 1989 | Строитель (Киев)          | Жальгирис (Каунас)       | ЦСКА (Москва)          |                                     |
| 1990 | ЦСКА (Москва)             | Динамо (Москва)          | Строитель (Киев)       |                                     |
| 1991 | Калев (Таллин)            | Спартак (Ленинград)      | ВЭФ (Рига)             |                                     |
| 1992 | Спартак (Санкт-Петербург) | Жулдуз (Алма-Ата)        | Динамо (Москва)        | Чемпионат СНГ                       |

- Наибольшее количество титулов — ЦСКА — 24
- Наибольшее количество титулов подряд — ЦСКА — 9 (1976—1984)

## Составы победителей[1]
1924. Сборная Москвы: И. Беляев, А. Ковалев, С. Пашков, В. Стрепихеев, С. Чесноков.
1928. Сборная Москвы: С. Воробьев, А. Гусев, М.Медведев, Н. Строкин, К. Травин.
1934. Сборная Ленинграда: Ф. Гостилов, А. Красовский, С. Кузнецов, М. Морозов, Р. Осипов, Н. Родионов, Г. Тищинский.
1935. Сборная Москвы: Е. Бокуняев, В. Горохов, А. Зимин, А. Лобанов, М. Семичастный, Я. Титов, К. Травин.
1936. Сборная Ленинграда: Ф. Гостилов, А. Еленский, С. Кузнецов, В. Курков, М. Сверчков, Г. Тищинский, А. Толкачев.
1937. Первый чемпионат СССР для клубных команд. Динамо (Москва): В. Горохов, А. Григорьев, В. Дмитриев, А. Зайцев, А. Зинин, Г. Румянцев, С. Спандарян.
1938. Буревестник (Ленинград): Б. Абрамов, В. Жебокрицкий, Б. Кондратов, А. Селиванов, И. Степанов.
1939. Локомотив (Москва): Е. Н. Алексеев, С. Беляев, А. Лобанов, В. Киселев, А. Ромишевский, Я. Титов, К. Травин.
1940. Буревестник (Ленинград): Б. Абрамов, В. Жебокрицкий, А. Злобин, Б. Кондратов, В. Разживин, И. Рогов, А. Селиванов, И. Степанов.
1944. ДКА (Тбилиси): Н. Джорджикия, Л. Дзеконский, М. Ермаков, Г. Захлян, С. Оганезов, Б. Саркисов, М. Филиппов.
1945. ЦДКА (Москва): Е. В. Алексеев, Е. Н. Алексеев, Г. Байков, В. Гребенщиков, В. Кудряшов, С. Кузнецов, Б. Мершин.
1946. Дом офицеров (Тбилиси): Г. Ахвледиани, А. Вачадзе, Г. Гупалов, Л. Дзеконский, Н. Джорджикия, С. Оганезов, Б. Саркисов, О. Сулаберидзе, М. Филиппов.
1947. СКИФ (Каунас): С. Бутаутас, А. Вилимас, В. Дзенис, И. Кильшаускас, Ю. Лагунавичус, В. Майоровас, К. Петкявичус, В. Серцявичус, В. Кулакаускас.
1948. Динамо (Москва): Г. Байков, В. Власов, В. Колпаков, А. Конев, М. Коган, Ю. Озеров, Л. Сайчук, П. Сергеев, Б. Федотов, Ю. Ушаков.
1949. УСК (Тарту): У. Киивет, Х. Креевальд, И. Куллам, В. Лаатс, И. Лысов, Г. Реккер, Х. Руссак, Э. Эхавеер, Ю. Ыун, Х. Круус.
1950. Динамо (Тбилиси): Д. Годзиашвили, Н. Джорджикия, В. Жгенти, С. Тортладзе, Л. Инцкирвели, Ш. Коркашвили, О. Коркия, А. Месхи, Д. Нижарадзе, Г. Рухадзе.
1951. Жальгирис (Каунас): И. Балакаускас, С. Бутаутас, Ю. Лагунавичус, А. Немцявичус, К. Петкявичус, З. Сабулис, В. Серцявичус, Л. Тендзегольскис, В. Тимлерис.
1952. ВВС (Москва): Е. В. Алексеев, Е. Н. Алексеев, В. Антонов, Г. Гупалов, Е. Казаков, А. Конев, А. Моисеев, Д. Осипов, Г. Силиньш, С. Тарасов.
1953. Динамо (Тбилиси): Г. К. Абашидзе, Г. А. Абашидзе, В. Гванцеладзе, Н. Джорджикия, М. Еганов, В. Жгенти, Л. Инцкирвели, А. Киладзе, О. Коркия, Г. Минашвили, Д. Нижарадзе.
1954. Динамо (Тбилиси): Г. К. Абашидзе, Г. А. Абашидзе, М. Аситашвили, Н. Джорджикия, В. Жгенти, Л. Инцкирвели, М. Квачантирадзе, А. Киладзе, О. Коркия, Г. Кучава, Д. Нижарадзе.
1955. ОДО (Рига): М. Валдманис, Т. Гаварс, А. Гулбис, Т. Калхерт, Я. Круминьш, А. Леончик, В. Муйжниекс, Г. Силиньш, В. Скалдерс, О. Хехт, Л. Янковский.
1956. Латвийская ССР: М. Валдманис, И. Веритис, Ю. Калныньш, Т. Калхерт, Р. Карнитис, Я. Круминьш, А. Леончик, В. Муйжниекс, Я. Остроухс, Г. Силиньш, О. Хехт, Л. Янковский.
1957. ОСК (Рига): М. Валдманис, И. Веритис, А. Гулбис, Я. Давидс, Т. Калхерт, Я. Круминьш, А. Леончик, В. Муйжниекс, Г. Силиньш, О. Хехт.
1958. СКВО (Рига): М. Валдманис, И. Веритис, А. Гулбис, Т. Калхерт, Я. Круминьш, А. Леончик, В. Муйжниекс, Г. Муйжниекс, Г. Силиньш, О. Хехт, Л. Янковский.
1959. Сборная Москвы: А. Алачачян, А. Астахов, Н. Балабанов, А. Бочкарев, Г. Вольнов, В. Зубков, Ю. Корнеев, Ю. Озеров, М. Семенов, М. Студенецкий, В. Торбан.
1960. ЦСКА (Москва): А. Алачачян, А. Астахов, А. Бочкарев, Г. Вольнов, В. Зубков, Е. Карпов, В. Копылов, М. Семенов, А. Травин, В. Харитонов.
1961. ЦСКА (Москва): А. Алачачян, А. Астахов, А. Бочкарев, Г. Вольнов, В. Зубков, Е. Карпов, В. Копылов, М. Семенов, П. Сиротинский, А. Травин, В. Харитонов.
1962. ЦСКА (Москва): А. Алачачян, А. Астахов, А. Бочкарев, Г. Вольнов, В. Зубков, Е. Карпов, В. Ковальчук, Ю. Корнеев, Я. Липсо, М. Семенов, П. Сиротинский, А. Травин.
1963. Сборная Москвы: А. Алачачян, А. Астахов, А. Бочкарев, Г. Вольнов, В. Зубков, Ю. Корнеев, А. Кульков, Я. Липсо, А. Петров, А. Травин, В. Хрынин, А. Шаталин.
1964. ЦСКА (Москва): А. Алачачян, А. Астахов, О. Бородин, А. Бочкарев, И. Брянов, Г. Вольнов, В. Зубков, Ю. Корнеев, А. Кульков, Я. Липсо, П. Сиротинский, А. Травин.
1965. ЦСКА (Москва): А. Алачачян, А. Астахов, О. Бородин, А. Бочкарев, И. Брянов, Г. Вольнов, В. Зубков, В. Капранов, Ю. Корнеев, А. Кульков, Я. Липсо, А. Травин.
1966. ЦСКА (Москва): А. Алачачян, А. Астахов, О. Бородин, Г. Вольнов, В. Зубков, В. Капранов, А. Ковалев, Ю. Корнеев, А. Кульков, Я. Липсо, В. Родионов, А. Травин.
1967. Украинская ССР: В. Брянцев, А. Вальтин, В. Гладун, В. Новиков, В. Окипняк, Б. Пинчук, Н. Погуляй, А. Поливода, Л. Поплавский, В. Салухин, Н. Сушак, Г. Чечуро.
1968. Динамо (Тбилиси): В. Алтабаев, Б. Болквадзе, А. Казанджян, З. Карабаки, М. Коркия, А. Лежава, З. Леонтьев, С. Магалашвили, Р. Мамаладзе, Л. Мосешвили, В. Нариманидзе, А. Схиерели, В. Угрехелидзе, Т. Чихладзе.
1969. ЦСКА (Москва): В. Андреев, А. Астахов, С. Белов, А. Блик, Г. Вольнов, В. Капранов, Н. Ковыркин, Н. Крючков, А. Кульков, Я. Липсо, Р. Нестеров, Ю. Селихов, А. Сидякин.
1970. ЦСКА (Москва): В. Андреев, С. Белов, А. Блик, Н. Гильгнер, А. Жармухамедов, В. Иллюк, В. Капранов, Н. Ковыркин, Н. Крючков, А. Кульков, В. Милосердов, Ю. Селихов, А. Сидякин.
1971. ЦСКА (Москва): В. Андреев, С. Белов, Н. Гильгнер, И. Едешко, А. Жармухамедов, В. Иллюк, В. Капранов, Е. Коваленко, Н. Ковыркин, А. Кульков, В. Милосердов, Б. Субботин.
1972. ЦСКА (Москва): В. Андреев, С. Белов, И. Едешко, А. Жармухамедов, В. Иллюк, В. Капранов, Е. Коваленко, Н. Ковыркин, А. Кульков, В. Милосердов, В. Петраков, С. Ястребов.
1973. ЦСКА (Москва): В. Андреев, С. Белов, Н. Дьяченко, И. Едешко, А. Жармухамедов, В. Иллюк, Е. Коваленко, Н. Ковыркин, А. Кульков, В. Милосердов, В. Петраков, С. Ястребов.
1974. ЦСКА (Москва): В. Акимов, С. Белов, Н. Дьяченко, И. Едешко, А. Жармухамедов, В. Иллюк, Е. Коваленко, Н. Ковыркин, П. Лушненко, В. Милосердов, В. Петраков, С. Ястребов.
1975. Спартак (Ленинград): В. Арзамасков, А. Белов, А. Большаков, Л. Иванов, С. Кузнецов, А. Макеев, Ю. Павлов, М. Силантьев, В. Федоров, Ю. Штукин, В. Яковлев.
1976. ЦСКА (Москва): Г. Авдеев, С. Белов, Н. Дьяченко, И. Едешко, С. Еремин, А. Жармухамедов, Е. Коваленко, С. Коваленко, Н. Ковыркин, В. Милосердов, В. Петраков, С. Ястребов.
1977. ЦСКА (Москва): С. Белов, А. Гусев, И. Едешко, С. Еремин, А. Жармухамедов, Е. Коваленко, С. Коваленко, А. Лопатов, А. Мелешкин, В. Милосердов, А. Мышкин, В. Петраков.
1978. ЦСКА (Москва): В. Арзамасков, С. Белов, А. Гусев, С. Еремин, А. Жармухамедов, Е. Коваленко, С. Коваленко, А. Лопатов, А. Мелешкин, В. Милосердов, А. Мышкин, В. Петраков.
1979. ЦСКА (Москва): С. Белов, А. Гусев, И. Едешко, С. Еремин, А. Жармухамедов, Е. Коваленко, С. Коваленко, А. Лопатов, А. Мелешкин, В. Милосердов, А. Мышкин, В. Петраков.
1980. ЦСКА (Москва): С. Белов, А. Белостенный, С. Еремин, А. Жармухамедов, Е. Коваленко, С. Коваленко, А. Лопатов, В. Милосердов, А. Мышкин, В. Панкрашкин, В. Петраков, С. Тараканов.
1981. ЦСКА (Москва): А. Гусев, С. Еремин, Е. Коваленко, С. Коваленко, М. Кожелянко, В. Кузьмин, А. Лопатов, В. Милосердов, А. Мышкин, В. Панкрашкин, В. Петраков, С. Тараканов.
1982. ЦСКА (Москва): А. Гусев, С. Еремин, А. Ковтун, М. Кожелянко, В. Кузьмин, Р. Куртинайтис, А. Лопатов, А. Мелешкин, В. Милосердов, А. Мышкин, В. Панкрашкин, С. Тараканов.
1983. ЦСКА (Москва): А. Гусев, С. Еремин, В. Кузьмин, А. Лопатов, А. Лындин, А. Мелешкин, А. Мышкин, В. Панкрашкин, С. Попов, Д. Сухарев, С. Тараканов, В. Ткаченко.
1984. ЦСКА (Москва): С. Базаревич, А. Гусев, С. Еремин, А. Ермолинский, А. Лопатов, А. Мышкин, В. Панкрашкин, С. Попов, Д. Сухарев, С. Тараканов, В. Ткаченко, Х. Энден.
1985. Жальгирис (Каунас): М. Арлаускас, А. Бразис, С. Йовайша, Г. Крапикас, Р. Куртинайтис, М. Лекараускас, В. Масальскис, А. Сабонис, В. Хомичус, Р. Чивилис, В. Янкаускас.
1986. Жальгирис (Каунас): А. Бразис, А. Висоцкас, С. Йовайша, Г. Крапикас, Р. Куртинайтис, М. Лекараускас, А. Сабонис, В. Хомичус, Р. Чивилис, В. Янкаускас.
1987. Жальгирис (Каунас): А. Бразис, А. Висоцкас, А. Венцловас, С. Йовайша, Г. Крапикас, Р. Куртинайтис, М. Лекараускас, А. Сабонис, В. Хомичус, Р. Чивилис, В. Янкаускас.
1988. ЦСКА (Москва): С. Базаревич, В. Бережной, А. Волков, В. Гоборов, В. Горин, А. Лопатов, И. Миглиниекс, Д. Минаев, В. Панкрашкин, С. Попов, С. Тараканов, В. Ткаченко, Х. Энден.
1989. Будивельник (Киев): А. Белостенный, А. Волков, Е. Долгов, А. Ковтун, Ю. Косенко, В. Левицкий, Е. Мурзин, С. Орехов, И. Пинчук, А. Подковыров, Ю. Сильверстов, А. Шаптала, А. Шевченко.
1990. ЦСКА (Москва): В. Бережной, В. Горин, А. Гусев, А. Корнев, С. Кочергин, А. Лопатов, А. Мелешкин, Д. Минаев, С. Попов, Г. Резцов, С. Тараканов, В. Ткаченко.
1991. Калев (Таллин): С. Бабенко, Д. Джексон, А. Караваев, Г. Кулламяэ, А. Куусмаа, М. Метстак, А. Нагель, М. Ноорметс, Р. Пекха, И. Саксакульм, Т. Сокк, А. Тоомисте.
1992. Чемпионат СНГ. Спартак (Санкт-Петербург): В. Горин, А. Долопчи, В. Карасев, Е. Кисурин, А. Мальцев, М. Михайлов, В. Мишнев, С. Панов, З. Пашутин, А. Потапов, А. Фетисов, Г. Щетинин.